# Parantica schoenigi
Parantica schoenigi là một loài bướm giáp thuộc phân họ Danainae. Đây là loài đặc hữu của Philippines.